# جون ايتكين
جون ايتكين (بالإنجليزية: John Aitken meteorologist)‏ (و. 1839 – 1919 م) هو فيزيائي، ومهندس، ومخترع، وعالم أرصاد من المملكة المتحدة .
وكان عضواً في الجمعية الملكية .
توفي في مانشستر ، عن عمر يناهز 80 عاماً.

## نشأته
ولد إيتكن في فالكيرك في 18 سبتمبر 1839.
وتلقى تعليمه في مدرسة فالكيرك للقواعد ودرس الهندسة البحرية في جامعة غلاسكو. استقر في فالكريك، حيث قام بتجاربه المختلفة. وحصل على الميدالية الملكية في عام 1917. كما حصل على وسام كيث عام 1886 وجائزة غانينغ 1897 من الجمعية الملكية في ادنبره. في أبريل 1902 حصل على الدكتوراه الفخرية (الدكتوراه) من جامعة غلاسكو.
الجمعية الملكية في ادنبره منحته ميدالية كيث 1883.
توفي في أردنليا في فالكيرك 13 نوفمبر 1919.

## عمله
وقد أجرى تجارب على غبار الغلاف الجوي فيما يتعلق بتشكيل الغيوم والضباب 1882، وتشكيل الندى 1885 وقوانين الأعاصير 1891. كما اخترع أشكالا جديدة من شاشات قياس الحرارة التي ساعدت على تطوير الأرصاد الجوية.

## جوائز
حصل على جوائز منها:
- زمالة الجمعية الملكية
- قلادة ملكية.

## روابط خارجية
- جون ايتكين على موقع الموسوعة البريطانية (الإنجليزية)